# Illand
Illand – przysiółek w Anglii, w Kornwalii, w dystrykcie (unitary authority) Kornwalia. Leży 8,5 km od miasta Launceston, 56,2 km od miasta Truro i 321,7 km od Londynu. Illand jest wspomniana w Domesday Book (1086) jako Elent/Heli.